# 帕德里帕拉伊苏
帕德里帕拉伊苏是巴西米纳斯吉拉斯州的一个市镇。总面积543.942平方公里，总人口18120人，人口密度33.3人/平方公里。